# 戈盧比夫卡 (巴爾區)
48°59′7″N 27°40′0″E / 48.98528°N 27.66667°E
戈盧比夫卡（烏克蘭語：Голубівка），是烏克蘭的村落，位於該國西南部文尼察州，由日梅林卡區負責管轄，面積10.56平方公里，海拔高度294米，2001年人口319，人口密度每平方公里30.21人。